# Graurul lui Rüppell
Graurul lui Rüppell (Lamprotornis purpuroptera) este membru al familiei graurilor, Sturnidae. Se găsețte în Burundi, Republica Democratică Congo, Eritrea, Etiopia, Kenya, Rwanda, Somalia, Sudanul de Sud, Sudan, Ciad, Tanzania și Uganda.

## Galerie

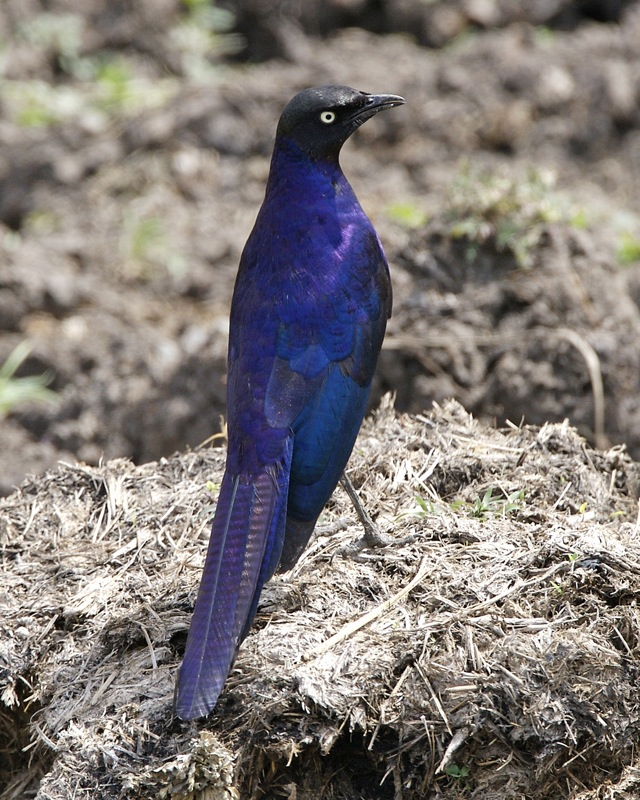
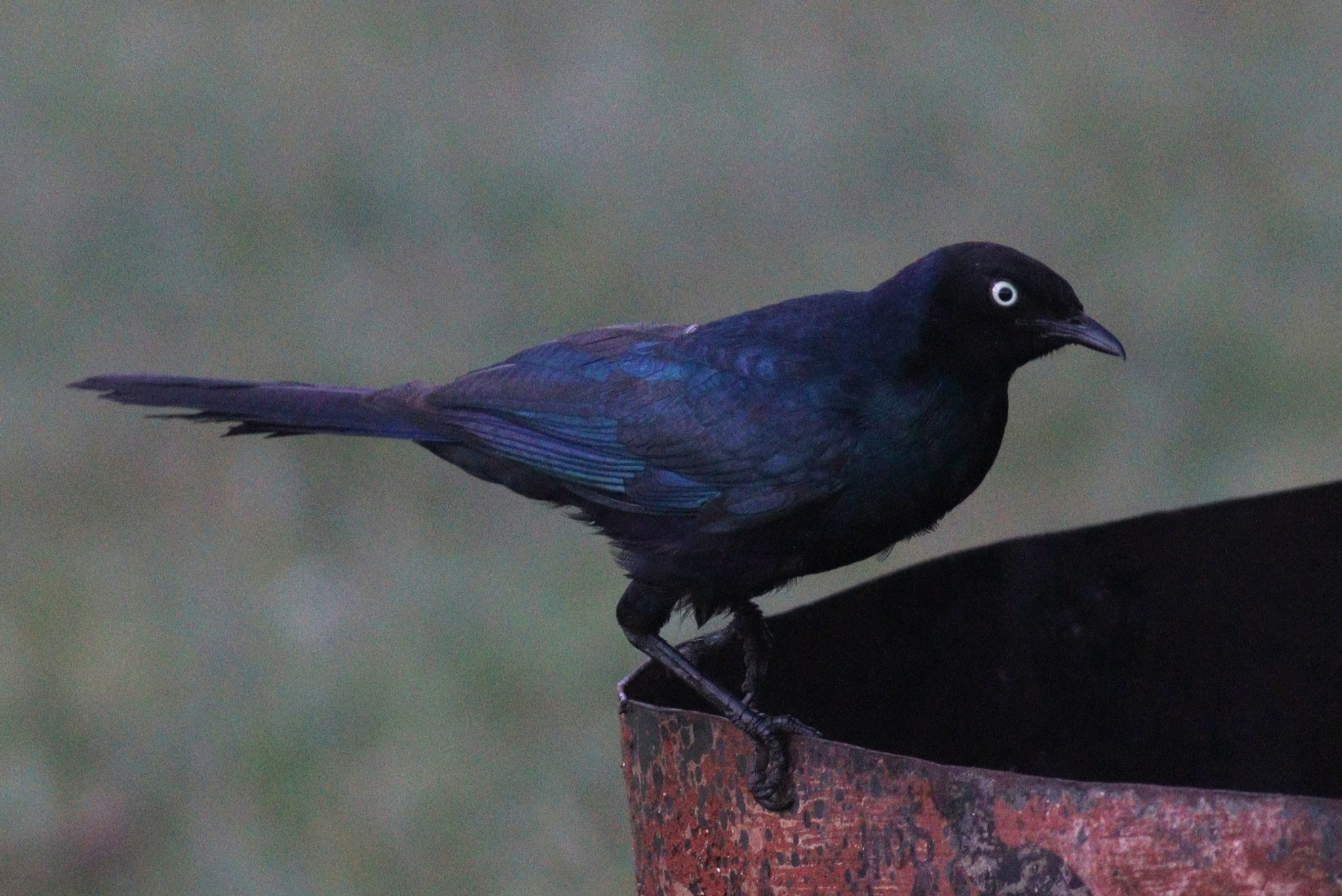
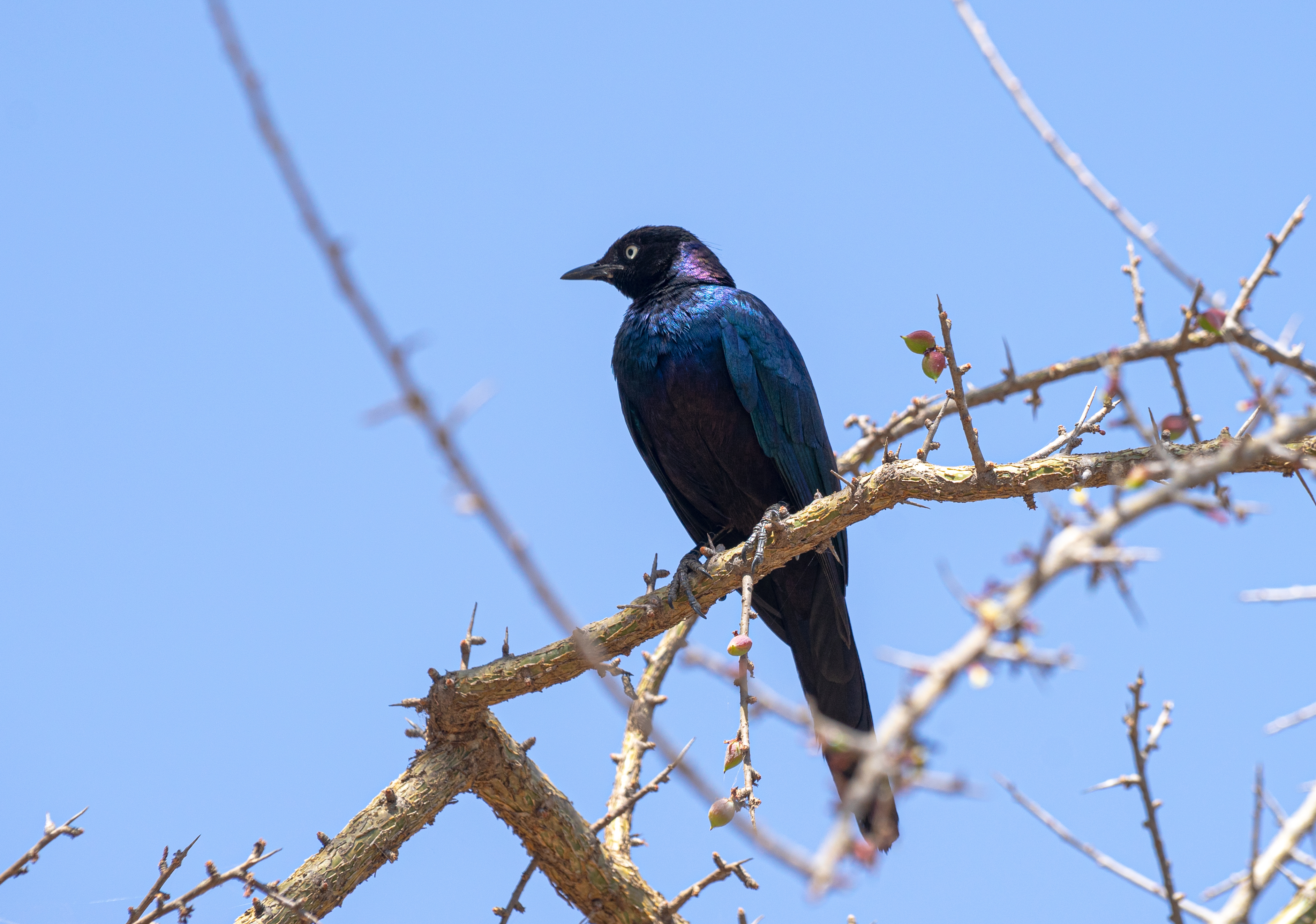
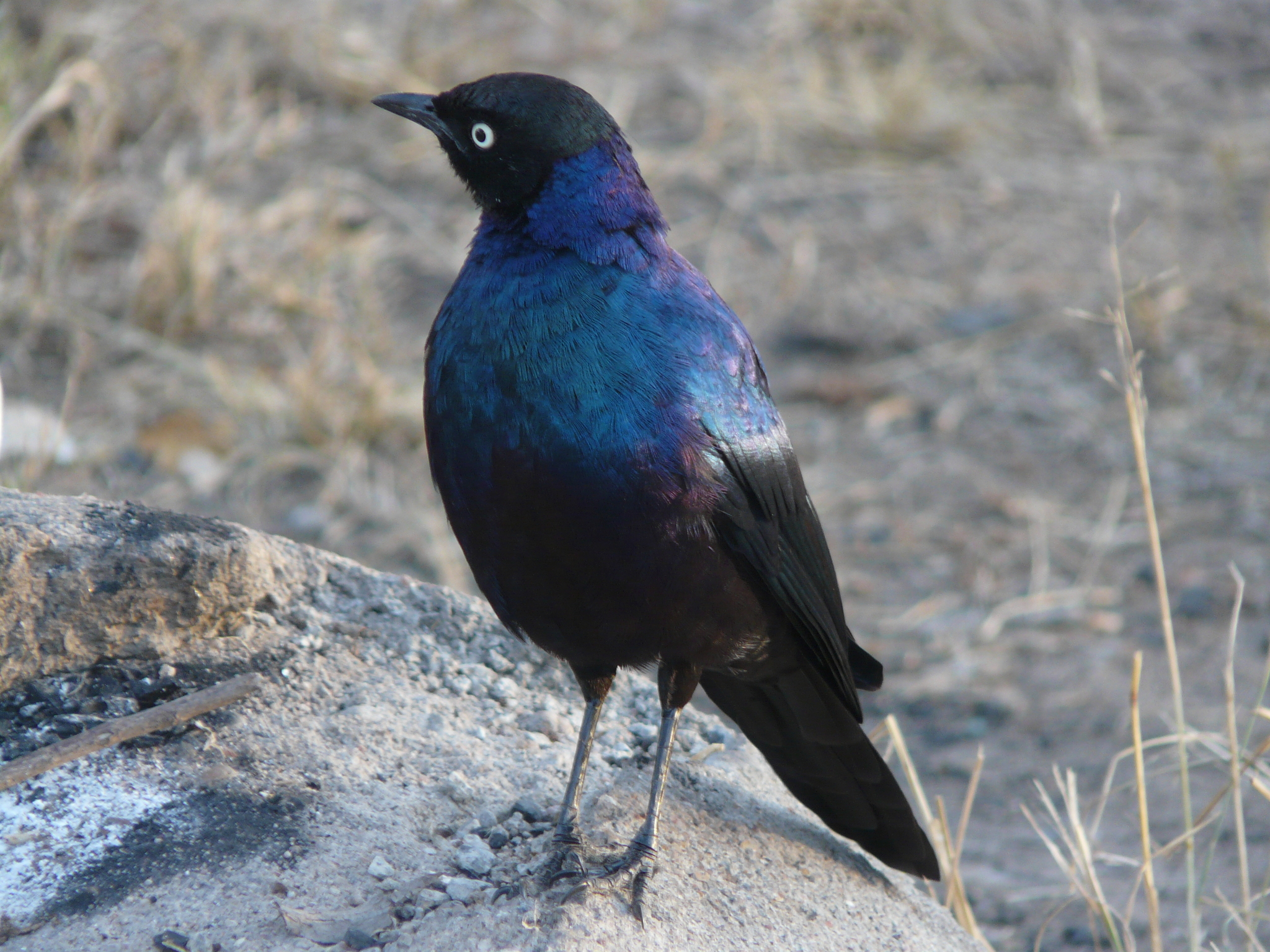
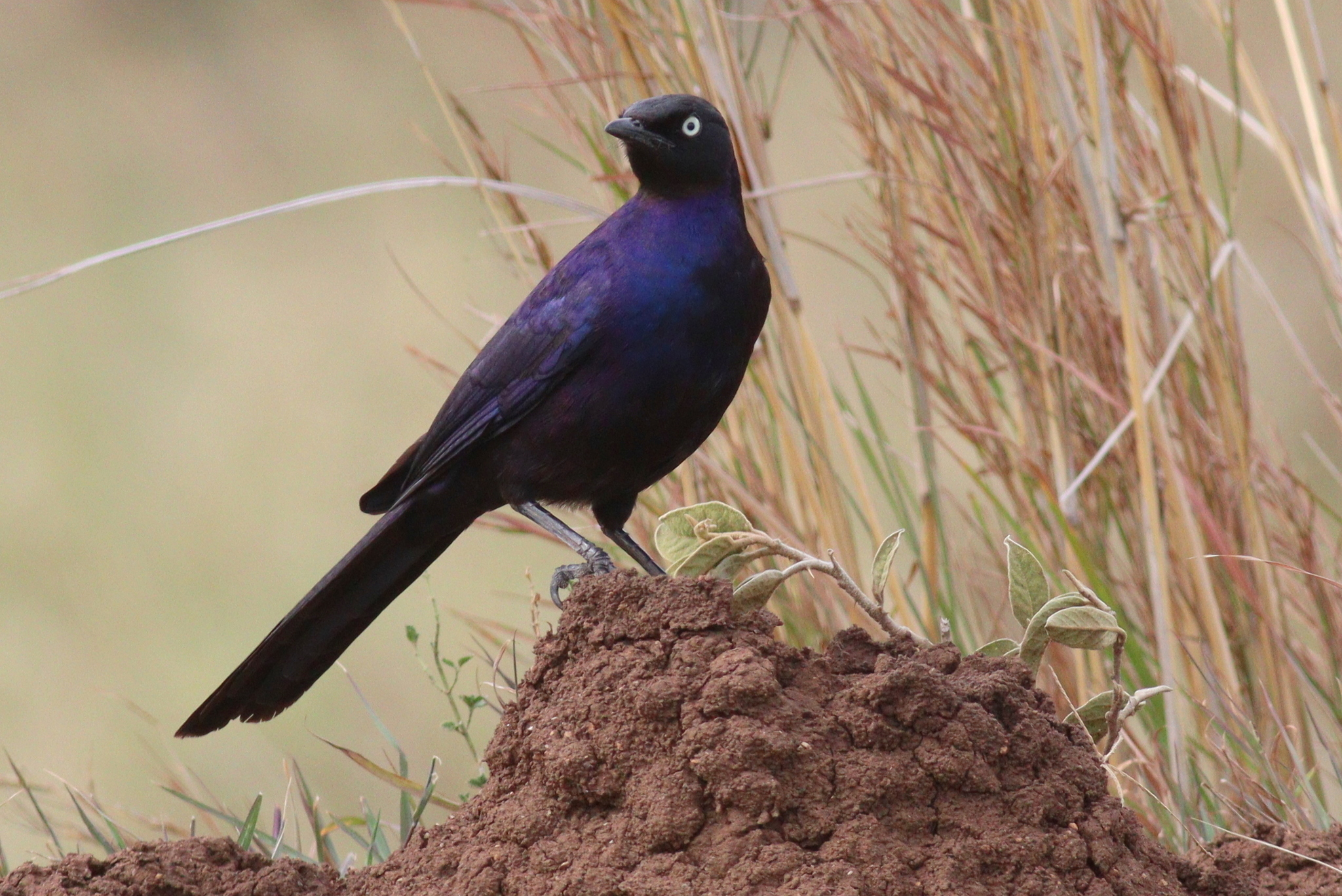
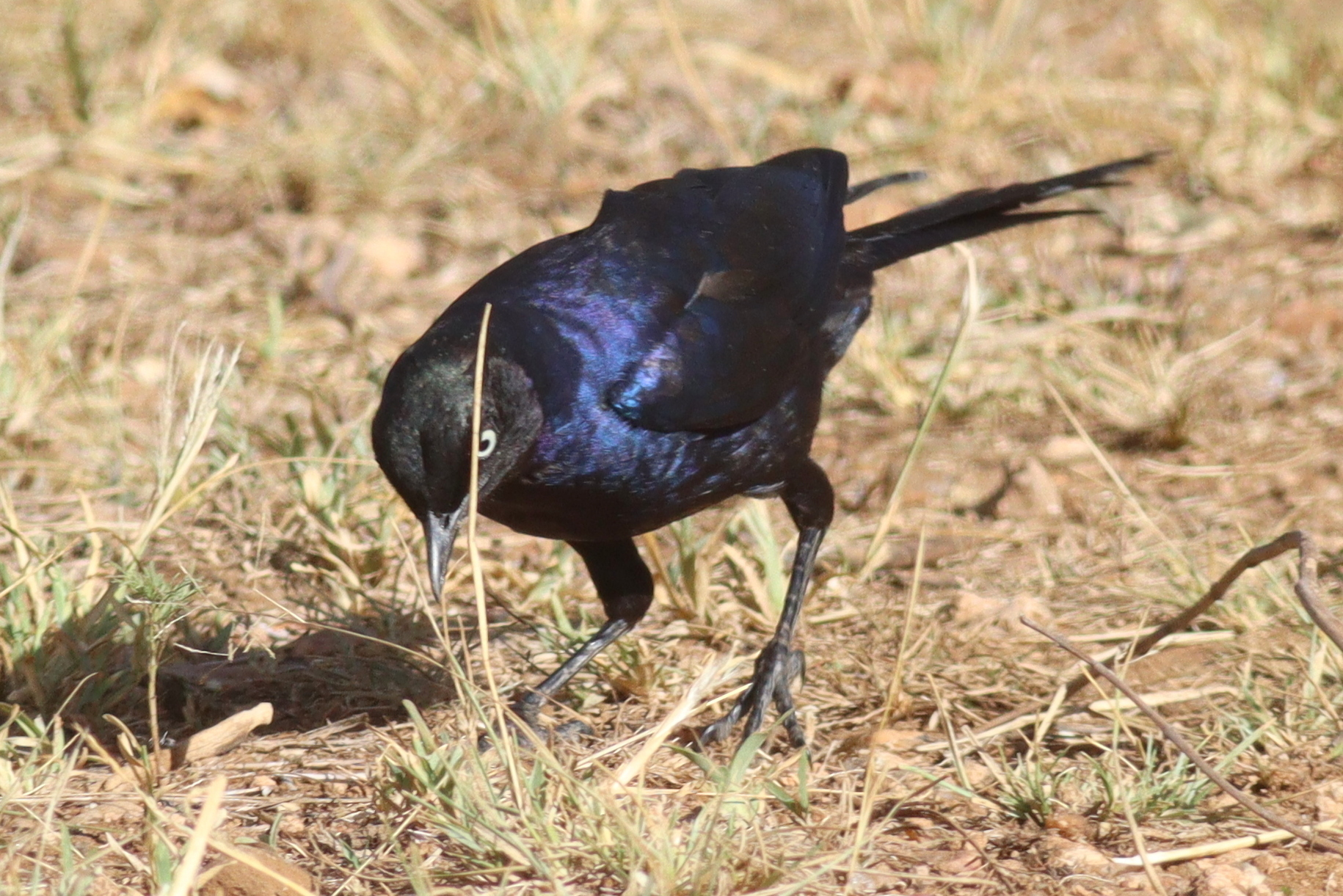